# Hasanúyidas

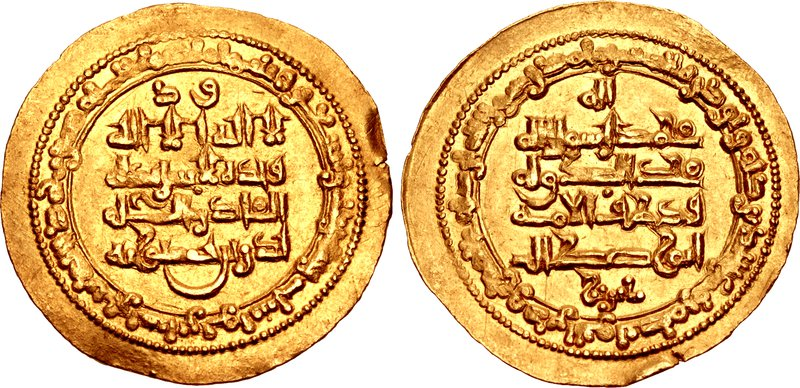
Monedas emitidas por la dinastía hasanúyida.

Los hasanúyidas, hasanuyíes, hasanwahíes, hasanwahidas o hasanawahíes (c. 959-1015) fueron una poderosa dinastía chií kurda que gobernó la zona fronteriza entre Irán e Irak llamada Jibal, que comprendía zonas occidentales de Irán, como Azerbaiyán iraní y los montes Zagros, entre Shahrizor y Juzestán, desde c. 959 hasta 1015. El último gobernante  hasanuyí murió en 1015 en Sarmadj, al sur de Bisotun, cuando los selyúcidas empezaron a entrar en la región.

## Predecesores aishaníes
Los hasanúyidas fueron precedidos en la región por la tribu kurda aishaní o ishaniya. Este grupo en particular había gobernado territorios en los distritos de Dinawar, Hamadán y Nahavand. Sus emires, Ghanim y Windad (hijos de un tal Ahmad), usurparon el dominio del califato abasí durante cincuenta años, hasta su muerte en 960-961. La siguiente generación de emires aishaníes no pudo mantener el control de sus castillos familiares: Daisam, hijo de Ghanim, fue derrotado por los ejércitos buyíes y el hijo de Windad, ʿAbd al-Wahhāb, fue hecho prisionero por un grupo kurdo rival y entregado al primer gobernante hasanúyida, Hasanwayh. Era sobrino materno de Ghanim y Windad, y obtuvo los castillos de sus parientes aishaníes.

## Historia
El nombre de la dinastía era un epónimo de su primer gobernante Hasanuy ibn Husayn de la tribu barzikani. Vasallo de la dinastía búyida, Hasanuy los apoyó contra los samánidas, lo que le permitió ganar algo de poder. En última instancia, controlaría gran parte de Lorestán, Dinavar, Nahavand y Hamadán y era tan poderoso que los búyidas se abstuvieron de molestarlo. La influencia de Hasanuy llegó al Azerbaiyán iraní.
Después de su muerte en 979, su hijo Badr ibn Hasanuy se convirtió en gobernante y consiguió logros notables, como imponer el orden, desarrollar una administración financiera sólida, construir caminos y mercados en las montañas, garantizar la seguridad de los peregrinos que cruzaban su territorio y acuñar monedas. Al igual que su padre, continuó jurando lealtad a los búyidas.
Badr fue sucedido por su nieto Zahir en 1014, pero solo mantuvo el poder durante un año cuando el búyida Shams al-Daula lo expulsó y poco después lo mató. Los annázidas tomaron gran parte de su territorio occidental y se convirtieron en sus sucesores inmediatos. Las partes orientales fueron tomadas por los búyidas, mientras que los kakúyidas tomaron las partes del sur. Todo el territorio anteriormente ocupado por los hasanúyidas fue finalmente tomado por Tugril.
El castillo de Sarmaj fue construido por los hasanúyidas.

## Gobernantes
- Hasanuy (961–979)
- Badr ibn Hasanuy (979–1014)
- Zahir ibn Hilal ibn Badr (1013-1014)
- Hilal ibn Badr (1014)
- Zahir ibn Hilal ibn Badr (1014-1015)